# Karamazov no kyōdai
Pour les articles homonymes, voir Les Frères Karamazov (homonymie).
Karamazov no kyōdai (カラマーゾフの兄弟, Karamāzofu no kyōdai, litt. Les Frères Karamazov) est une mini-série japonaise diffusée sur la chaine FujiTV de janvier à mars 2013. Basée sur le roman de Fiodor Dostoïevski pour l'intrigue, l'action se déroule dans un Japon contemporain.

## Résumé
Dans la ville japonaise de Karasume, la famille Kurosawa règne sur une société immobilière et contrôle la majeure partie des projets de construction. À sa tête Bunzo Kurosawa, père de trois fils, d'abord Mitsuru d'un premier mariage et de Isao et Ryō d'un second avec Shiori.
Dans la résidence des Kurosawa, Bunzo est trouvé mort, mais les circonstances ne sont pas claires. L'interrogatoire de chacun des trois fils par la police révèle une succession de faits, faisant remonter le mobile aux liens existants entre le père et ses fils, voire peut-être à l'enfance de ceux-ci, et à la mort Shiori.

## Distribution
- Hayato Ichihara - Isao Kurosawa
- Seiya Kimura - Isao enfant
- Takumi Saito - Mitsuru Kurosawa
- Ryōma Suzuki - Mitsuru enfant
- Kento Hayashi - Ryō Kurosawa
- Rento Oyama - Ryō enfant
- Rin Takanashi - Kanako Endo
- Kouhei Matsushita - Susumu Suematsu
- Kenkichi Watanabe - Kōichi Oguri
- Tomonori Mizuno - Takuro Sugiyama
- Kaito Higuchi - Ichirō Sugiyama
- Sakura Ando - Shiori Kurosawa
- Akira Onodera - Shiro Sonoda
- Yuria Haga - Kurumi Yoshioka
- Kenichi Takito - l'inspecteur de police
- Kotaro Yoshida - Bunzo Kurosawa